# Mowbray bárója
A Mowbray báró angol nemesi cím, amely 1283-ban jött létre Roger de Mowbray parlamentbe hívásával. 1368-ban a cím egyesült a Segrave bárósággal, amikor John Mowbray, Nottingham 1. grófja és Mowbray 5. bárója örökölte azt. A Mowbray-ek hamarosan elnyerték a Norfolk hercege címet.
A Mowbray-k kihalása során a bárói címet a Howard-család örökölte, aki a Mowbray-ekhez hasonlóan a Norfolk hercege címet is megkapták. 1777-ben a bárói címet viselő férfiág kihalt, a női örökösök igényelhették volna a címet, de nem tették egészen 1877-ig.
1877-ben az egyik egyenesági leszármazott, Alfred Stourton kérte a Mowbray báró és Segrave báró címet, amelyet az uralkodó megadott számára és örökösei számára. A címeket Stourton leszármazottai viselik.

### A Mowbray–ház
A Mowbray-ház (/ˈmoʊbri/) anglo-normann nemesi ház volt, amely a normandiai Montbray-ből származott, Nigel d'Aubigny fia, Roger de Mowbray alapította.
Az angliai normann hódítás után Geoffrey de Montbray, Coutances püspöke, mintegy 280 angol birtokot (manor) kapott. Örököse, bátyja Roger fia, Robert de Mowbray, Northumbria grófja, 1095-ben fellázadt, ezért birtokait elkobozták, őt pedig életfogytiglan börtönbe vetették. Kényszerítették, hogy elváljon feleségétől, Matilda de L’Aigle-től, aki Richer, L’Aigle ura lánya volt. A Mowbray-birtokokat Matilda új férje, a király kegyeltje, Nigel d’Aubigny kapta meg.
Nigel d’Aubigny a Saint-Martin-d’Aubigny-i Roger d’Aubigny fia volt, és bátyjával, William d’Aubignyval együtt I. Henrik király hűséges támogatója. Hűségük jutalmaként mindketten jelentős angliai birtokokat kaptak. William a király pohárnokává (butler) vált, és ő lett Arundel 1. grófjának, William d’Aubignynak az apja. Nigel feleségül vehette az elítélt Robertde Montbray volt feleségét, Matildát, megkapta Mowbray elkobzott normann hűbérbirtokát és számos angliai földet. Tízévnyi gyermektelen házasság után elvált Matildától, majd 1118-ban feleségül vette Gundred de Gournayt (–1155), Gournay-i Gerard lányát. Házasságukból egy fiuk született, Roger, aki apjától örökölte a normandiai Mowbray-birtokokat, és felvette a Mowbray nevet.
Roger, aki száz lovagi birtokkal rendelkező nagyúr volt, István királlyal együtt fogságba esett a lincolni csatában, majd csatlakozott az 1173-as lázadáshoz II. Henrik ellen. Apátságokat alapított és részt vett a második keresztes hadjáratban. Unokája, William, a János király elleni felkelés egyik vezetője volt. Testvérével, Rogerrel együtt a Magna Carta végrehajtására kijelölt 25 báró közé tartozott. William később fogságba esett, amikor III. Henrik ellen harcolt az 1217-es lincolni csatában.

#### Mowbray családfa
A családfán csak a cím szempontjából meghatározó személyeket tüntettük fel, illetve szerepelnek a fontosabb mellékágak első tagjai, illetve a fontosabb feleségek.
- Roger d’Aubigny (~1036–1084)
  - Rualoc d’Aubigny
  - William d’Aubigny (1109–1139)[m 8] ∞ Maud le Bigod (~1085)
    - William d'Aubigny (1109–1176),  Arundel 1. grófja ∞ Löweni Adelhaid,  I. Henrik angol király özvegye
      - ...innen lásd Arundel grófjai

  - Nigel d'Aubigny (1070–1129)
    - Roger de Mowbray (~1120–~1188)
      - Nigel de Mowbray (~1146–1191)
        - William de Mowbray (1173–1224)
          - Roger de Mowbrey (–1266)
            - Roger de Mowbray (1254–1297),  Mowbray 1. bárója
              - John de Mowbray (1286–1322),  Mowbray 2. bárója
                - John de Mowbray (1310–1361),  Mowbray 3. bárója ∞ Joan of Lancaster (~1312–1349)
                  - John de Mowbray (1340-1368),  Mowbray 4. bárója ∞ Elizabeth Segrave (1338–1368),  Segrave 5. bárónője
                    - John de Mowbray (1365–1383),  Nottingham 1. grófja
                    - Thomas de Mowbray (1366–1399),  Nottingham 1. grófja,  Norfolk 1. hercege ( 1397 I.)  Norfolk 3. grófja ∞¹ Elizabeth le Strange,  6. Strange of Blackmere bárónő, ∞² Elizabeth FitzAlan (1366–1425)
                      - ²Margaret de Mowbray (1388–1459) ∞ Sir Robert Howard (–1436)
                        - John Howard (1421–1485),  Norfolk 1. hercege ( 1483 III) (folytatás a Howard Norfolk hercegek családfáján)

                      - ²Thomas de Mowbray (1385–1405),  Norfolk 4. grófja
                      - ²John de Mowbray (1392–1432),  Norfolk 2. hercege
                        - John de Mowbray (1415–1461),  Norfolk 3. hercege
                          - John de Mowbray (1444–1476),  Norfolk 4. hercege
                            - Anne Mowbary (1472–1481)  Norfolk 8. grófnője ∞  Richard of Shewsbury királyi herceg (1473–1483),  York 1. hercege,  Norfolk 1. hercege ( 1477 II.)

                      - ²Isabel de Mowbray (~1400–1452) ∞1 Henry Ferrers ( ),  Groby 5. bárója ∞2 James Berkeley (~1394–1463),  1. Berkeley báró

### Báróság
A bárói cím 1283-ban jött létre Roger de Mowbray parlamentbe hívásával. A Mowbray-k hamarosan Norfolk grófjai, majd Norfolk hercegei címet nyertek. De Anne Mowbray, Norfolk 8. grófnője gyermek nélkül halt meg 1481 körül, a bárói cím függő állapotba (abeyance) került a Howard és Berkeley családok között, akik egyaránt Mowbray és Segrave bárójaként címezték magukat.
1639-ben Henry Frederick Howard, a későbbi Arundel 20. grófja, meghívást kapott a Parlamentbe Mowbray báróként. A modern értelmezés szerint ez egy új nemesi cím létrehozását jelenthette volna, azonban egy 1877-es Lordok Háza-döntés megerősítette, hogy ez az függő állapotba (abeyance) megszüntetését jelentette.
A Howard család birtokában levő Mowbray báróság végül ismét függő állapotba (abeyance) került 1777-ben, amikor Edward Howard, Norfolk 9. hercege gyermek nélkül elhunyt.
1877-ben Alfred Stourton, Lord Stourton, a legidősebb társtulajdonos, kérvényt nyújtott be a Lordok Házához, hogy szüntessék meg az függő állapotot az ő javára. A Lordok Háza Bizottsága (Committee for Privileges) végül Stourton javára döntött.

### Mowbray bárói

A Mowbray család címerpajzsa: vörös mezőben egy ágaskodó ezüst oroszlán

A Mowbray-házból származó Norfolk hercegeinek címere, amelyet II. Richárd király adományozott Thomas de Mowbray, Norfolk 1. hercegének. A címer Mowbray dédapja, I. Eduárd király fiatalabb fiának, Thomas of Brotherton, Norfolk 1. grófjának címere volt. A címer I. Eduárd király királyi címere, amelyet egy háromágú ezüst rangjelzés különböztet meg

Roger de Mowbray (1254–1297), Mowbray 1. bárója
John de Mowbray (1286–1322), Mowbray 2. bárója
John de Mowbray Yorkshire-ben örökölt apjától több birtokot. 1306-ban lovaggá ütötték, majd részt vett I. Eduárd skót hadjárataiban. 1312-ben kinevezték York megye seriffjévé, York város kormányzójává. 1313-ban a Carlisle felé eső skót határ menti területek egyik őrzője volt. 1315-ben Newcastle és Northumberland kapitánya és őrzője lett, 1317-ben pedig Scarborough és Malton kastélyainak őrzője. A politikai zűrzavar közepette Thomas, Lancaster grófja oldalára állt, és részt vett II. Eduárd elleni lázadásban. 1322. március 23-án, a Boroughbridge-i csatában vereséget szenvedett, fogságba esett és Yorkban felakasztották.
John de Mowbray (1310–1361), Mowbray 3. bárója
John de Mowbray apja kivégzése után családja helyzetének helyreállításáért küzdött. Apja a király ellen lázadt, elfogták, felakasztották, birtokait pedig elkobozták. Mowbray ekkor még gyermek volt, és anyjával együtt a Towerbe zárták. Csak 1327-ben szabadult, miután II. Eduárdot megbuktatta felesége, Izabella királyné és Roger Mortimer, March első grófja. Fiatal éveiben hűséges maradt III. Eduárdhoz, és katonai pályát futott be. Részt vett a Bretagne-i örökösödési háború franciaországi hadjárataiban, többek között Nantes és Aiguillon ostromában. 1340–1341-ben Berwick-on-Tweed kormányzója volt, majd 1346-ban az angol oldalon harcolt a Neville’s Cross-i csatában a skótok ellen. 1351-ben Lincolnshire békebírájává nevezték ki. Birtokai között szerepelt Gower és Bramber feudális bárósága, valamint Axholme. 1361-ben Yorkban halt meg a pestisben.
John de Mowbray (1340–1368), Mowbray 4. bárója
John de Mowbray-t 1355 júliusában III. Eduárd király lovaggá ütötte, mielőtt a franciaországi hadjáratra indultak. 1356-ban részt vett a breton hadjáratban. 1361-ben örökölte meg címét, apja második felesége özvegyi jogai miatt birtokai egy részét nem tudta azonnal birtokba venni. Körülbelül 1349-ben feleségül vette Elizabeth de Segrave-et. Házasságuk révén öt gyermekük született. 1368-ban a Szentföldre vezető zarándokútja során Konstantinápoly közelében esett el.
- John Mowbray (1365–1379), Nottingham 1. grófja, Mowbray 5. bárója
- Thomas de Mowbray (1366–1399), Norfolk 1. hercege, Mowbray 6. bárója
- Thomas de Mowbray (1385–1405), Norfolk 4. grófja, Mowbray 7. bárója
- John Mowbray (1392–1432), Norfolk 2. hercege, Mowbray 8. bárója
- John Mowbray (1415–1461), Norfolk 3. hercege, Mowbray 9. bárója
- John de Mowbray (1444–1476), Norfolk 4. hercege, Mowbray 10. bárója
- Anne de Mowbray (1472-~1481), Norfolk 8. grófnője, Mowbray 11. bárónője

1481-től a cím függő állapotban
- John Howard (1420–1485), Norfolk 1. hercege, Mowbray 12. bárója (visszaállít: 1484-ben, felfüggesztve: 1485-től)
- Thomas Howard (1538–1572), Norfolk 2. hercege, Mowbray 13. bárója (visszaadva: 1554-ben, felfüggesztve: 1572-től)
- Thomas Howard (1585–1646), Arundel 19. grófja[m 9], Mowbray 14. bárója (visszaadva: 1604-ben)
- Henry Howard (1608–1652), Arundel 20. grófja[m 9], Mowbray 15. bárója (1639-ben Parlamentbe hívva Lord Mowbray címmel)
- Thomas Howard (1627–1677), Norfolk 5. hercege, Mowbray 16. bárója
- Henry Howard (1628–1684), Norfolk 6. hercege, Mowbray 17. bárója
- Henry Howard (1654–1701), Norfolk 7. hercege, Mowbray 18. bárója (1678-ban Parlamentbe hívva Lord Mowbray címmel)
- Thomas Howard (1683–1732), Norfolk 8. hercege, Mowbray 19. bárója
- Edward Howard (1686–1777),  Norfolk 9. hercege, Mowbray 20. bárója

1777-től a cím függő állapotban

### Az 1777-es függő állapot megszűnése
Edward Howard, Norfolk hercege 1777-ben, 91 évesen fiúörökös nélkül hunyt el. Több címe, köztük Norfolk hercege, Norfolk, Arundel és Surrey grófja, valamint a Maltravers bárója, másod-unokatestvérére, Charles Howardra szállt. A Norwich grófja ( 1672 III) és Castle Rising Howard bárója ( 1669) címek, amelyeket nagyapjának, Norfolk 6. hercegének hoztak létre, kihaltak.
Számos régi bárói címet is viselt, amelyek a hercegi címtől eltérően öröklődtek, mivel Edwardnak halálakor két életben lévő lánya volt – Winifrede Howard, aki William Stourton Stourton 16. bárója és Anne Howard, aki Robert Petre, Petre 9. bárója felesége volt. Ha csak egy lett volna, ő lett volna a címek örököse, de mivel ketten voltak, közösen örököltek.
- Henry Howard (1628–1684),  Castle Rising 1. Howard bárója (1669),  Norwich 1. grófja (1672),  Norfolk 6. hercege
  - Henry Howard (1655–1701),  Norfolk 7. hercege ∞ Mary Mordaunt (1658–1705)[m 11]  Mourdant 7. bárónője
  - Thomas Howard (1657–1689)[m 12]
    - Thomas Howard (1683–1732),  Norfolk 8. hercege
    - Edward Howard (1685–1777),  Norfolk 9. hercege ∞ Mary Blount (1702–1773)[m 13]
    - Philip Howard (1687. január 24. – 1749. január 23.)
      - Winifrede Howard (1726–1753) ∞ William Stourton (1704-1781),  Stourton 16. bárója
      - Anne Howard (1742–1787) ∞ Robert Petre,  Petre 9. bárója (1742–1801)

  - Elizabeth Howard (1659–1732) ∞ George Gordon (1649–1716),  Gordon 1. hercege

Mivel egy címet csak egy személy viselhet, ezért a cím alvó állapotba került. Az alvásból kikerülhet a cím, ha csak egy örököse lesz – az egyik testvér utód nélkül meghal –, de ez nem következett be. A címért jelentkezhet olyan távoli leszármazott, akinek felmenője valaha örökölhette volna a címet, ezért ő is jogosult lehet rá. Ez nem jelentette volna a cím elnyerését, arról – tanács alapján – az Uralkodó dönt. De nem jelentkezett más leszármazott. Ha jelentkezett volna, akkor a két nővérnek és leszármazottnak a joga „erősebb“ lett volna – bár az elnyerésről az Uralkodó dönt, akár felülírva az erősséget is. Végül, ha nincs egyértelmű örökös, a cím az uralkodó döntésétől függ. Az uralkodó választhatja azt, hogy egyetlen örökös javára szünteti meg az alvó állapotot, vagy a cím megszűnik.
Mowbray bárója és Segrave bárója
1877-ben Alfred Joseph Stourton, Stourton 20. bárója kezdeményezte a Mowbray bárója és a Segrave bárója címek részére történő megítélését. 1878. január 3-án a Mowbray, pár héttel később a Segrave bárósságot hivatalosan is visszajuttatták neki. Ettől kezdve ezek a címek a Stourton bárósággal együtt viseltetnek. A  folyamán kétszer is Anglia rangelső bárói címe lett, amikor az egyetlen régebbi cím, a de Ros báróság (1264) függő állapotba került.
- Alfred Joseph Stourton (1829–1893), Stourton 20. bárója, 1878-tól: Mowbray 23. bárója, Segrave 24. bárója
- Charles Botolph Joseph Stourton (1867–1936), Mowbray 24. bárója, Stourton 21. bárója, Segrave 25. bárója[m 14]
- William Marmaduke Stourton (1895–1965), Mowbray 25. bárója, Stourton 22. bárója, Segrave 26. bárója
- Charles Edward Stourton (1923–2006), Mowbray 26. bárója, Stourton 23. bárója, Segrave 27. bárója
- Edward William Stephen Stourton (1953–2021), Mowbray 27. bárója, Stourton 24. bárója, Segrave 28. bárója
- James Charles Peter Stourton (1991–), Mowbray 28. bárója, Stourton 25. bárója, Segrave 29. bárója

Jelenleg a báró négy nővére a lehetséges örököse (2025), ami előrevetíti, hogy mindhárom bárói cím ismét függő állapotba kerül.

## Fordítás
- Ez a szócikk részben vagy egészben  a   Baron Mowbray című angol Wikipédia-szócikk ezen változatának fordításán alapul.  Az eredeti cikk szerkesztőit annak laptörténete sorolja fel. Ez a jelzés csupán a megfogalmazás eredetét és a szerzői jogokat jelzi, nem szolgál a cikkben szereplő információk forrásmegjelöléseként.
- Ez a szócikk részben vagy egészben  a   House of Mowbray című angol Wikipédia-szócikk ezen változatának fordításán alapul.  Az eredeti cikk szerkesztőit annak laptörténete sorolja fel. Ez a jelzés csupán a megfogalmazás eredetét és a szerzői jogokat jelzi, nem szolgál a cikkben szereplő információk forrásmegjelöléseként.